# ماركوس كلاوديوس مارسيلوس (سلالة جوليو-كلاوديان)
ماركوس كلاوديوس مارسيلوس (باللاتينية: Marcus Claudius Marcellus) هو أكبر أبناء غايوس كلاوديوس مارسيلوس الأصغر و أوكتيفيا الصغرى شقيقة أغسطس قيصر، ولد في سنة 42 ق م، كان الذكر الأقرب للإمبراطور وكان الوريث المفترض أنذاك، كان مقرباً للقيصر وبدأ يتمتع بصلاحيات واسعة حينها، وتلقى تعليمه مع ابن عمه طيباريوس وسافر معه إلى هسبانيا، حيث خدم هناك تحت إمرة أغسطس أثناء الحرب الكانتبرية في سنة 25 ق م، بعد عودته إلى روما تزوج من ابنة خاله جوليا الكبرى ليصبح صهر أغسطس. حسب ما ذكر سويتونيوس بأنه تنازع مع ماركوس فيبسانيوس أغريبا على خلافة أغسطس، مما أدى بنفي أغريبا إلى ميتيليني في سنة 23 ق م، لكن ماركوس توفي بعد فترة قصيرة بعد أن ضرب وباء غير معروف روما وتوفي في أواخر سنة 23 ق م ليعود حينها أغريبا إلى روما، ذكره الشاعر فيرجل في إحدى قصائد الإنيادة خاصته، كما يعتقد أنه جسم في منحوته تعود إلى الإله هيرميس.